# 1990年代香港

香港特別行政區區旗

香港在1990年代的社會發展與改變，主要起因自1984年《中英聯合聲明》的簽訂，讓香港的主權由大不列顛及北愛爾蘭聯合王國（英國）轉移到中華人民共和國（中國）。
1997年6月30日晚上，香港主權移交至中國的儀式開始，扣除香港日佔時期，為長達152年9個半月的香港殖民地史畫上句號。香港在7月1日零時零分成為了中國的首個特別行政區。
1990年代後期，亞洲金融風暴在亞洲各地爆發，香港經濟從高峰跌至谷底。主權移交後的香港社會對首任行政長官董建華領導的政府有一定程度的不滿，香港社會帶着一定程度的不满情緒結束1990年代。

## 政治

### 主權移交之前

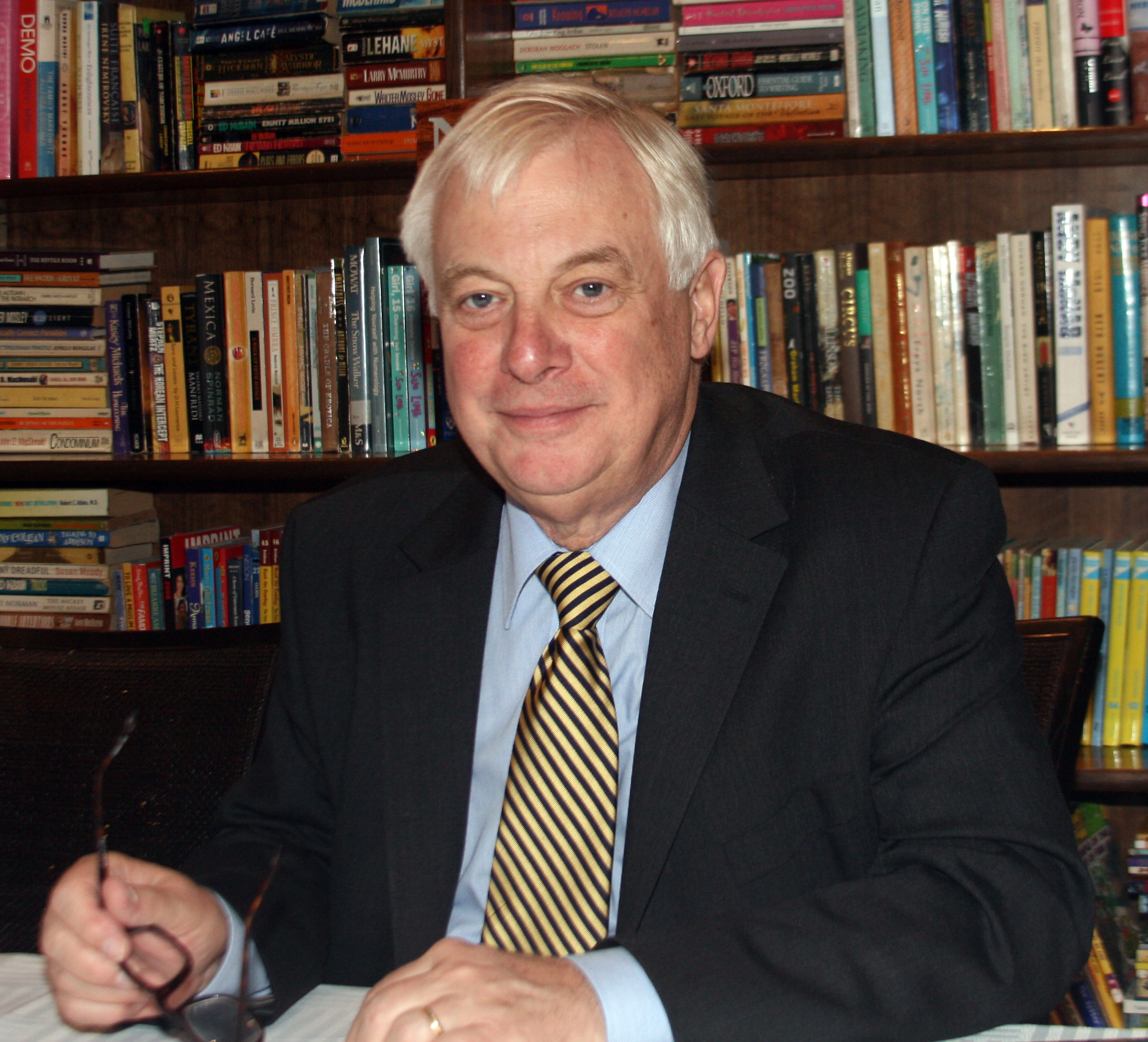
最後一任港督彭定康在1992年7月9日上任，3個月後發表施政報告時提出高民主成份的政改方案，卻惹來中國猛烈抨擊

1989年中國大陸發生六四事件，香港社會開始疑慮中國政府將如何處理香港政權的問題。1990年4月4日，中国全国人民代表大会正式接納《香港基本法》，由中國國家主席楊尚昆簽署主席令發布，作為主權移交後，香港特別行政區的憲制性文件。鄧小平及《基本法》均表明，香港的社會制度將於主權移交後「五十年不變」。而殖民地政府為了讓北京政府在主權移交後不影響香港的自治權，配合「港人治港」的實施，訂立了一些邁向民主的政策方案。1991年的香港立法局選舉，在57個議席中有18席由直選產生，其中17席由支持民主的議員當選。
英國保守黨在1992年英國大選雖然成功保住執政地位，但該黨要員彭定康卻失去巴斯（Bath）的議席，其後獲推舉到香港接替衛奕信出任總督，成為香港最後一位總督。彭定康在上任後推動香港在主權移交前有更大的民主，改變了立法局及市政局的選舉制度。當時市政局和區域市政局已經有獨立的財政及土地使用權。
北京政府對彭定康推動民主化大為震怒，公開斥責彭定康、支持政策的議員和官員。北京政府也對跨越1997年的計劃表現不合作，不過這態度在1994年出現了逆轉，改為同意赤鱲角機場的興建。1994年，北京政府宣布香港立法局將在主權移交後予以廢除，並建立香港臨時立法會（臨立會），以反擊彭定康對1995年改組立法局的建議。中國政府以該政改方案「三違反」等為理由，宣佈立法局全體議員不可以直接過渡到特別行政區時期的立法會。以香港民主黨為主的泛民主派議員及部分獨立議員，譴責建立臨時立法會是違法行為。臨立會於香港主權移交之前在深圳舉行工作會議，因此身兼立法局以及臨立會的議員，當時經常奔走於港深兩地。
1995年，香港市政局和區域市政局，區議會已經廢除全部委任議員，香港市政局和區域市政局有實權（自主財政）（土地使用權）在1998年廢除兩個市政機構前，市政局和區域市政局擁有權力規劃地區及保持財政自主，其轄區分別為港九及新界。
香港市政局和區域市政局主要的權力
根據香港法例101章，市政局的權力如下
1. 市政局可行使任何權力以執行市政條例[8]
2. 市政局可強制行政機關執行其決議(行政命令)[9][10]
3. 市政局可懲罰拒絕執行其決議的單位[11]
4. 市政局決議執行者有法律免責權[12]
5. 市政局財政獨立[13][14][15][16][17][18][19]
6. 市政局擁有土地使用權[20]

1996年，董建華獲選為首屆香港特別行政區行政長官。該次選舉並非由全港市民參與的普選，被視為深受北京政府的影響甚至控制。

### 香港回歸儀式

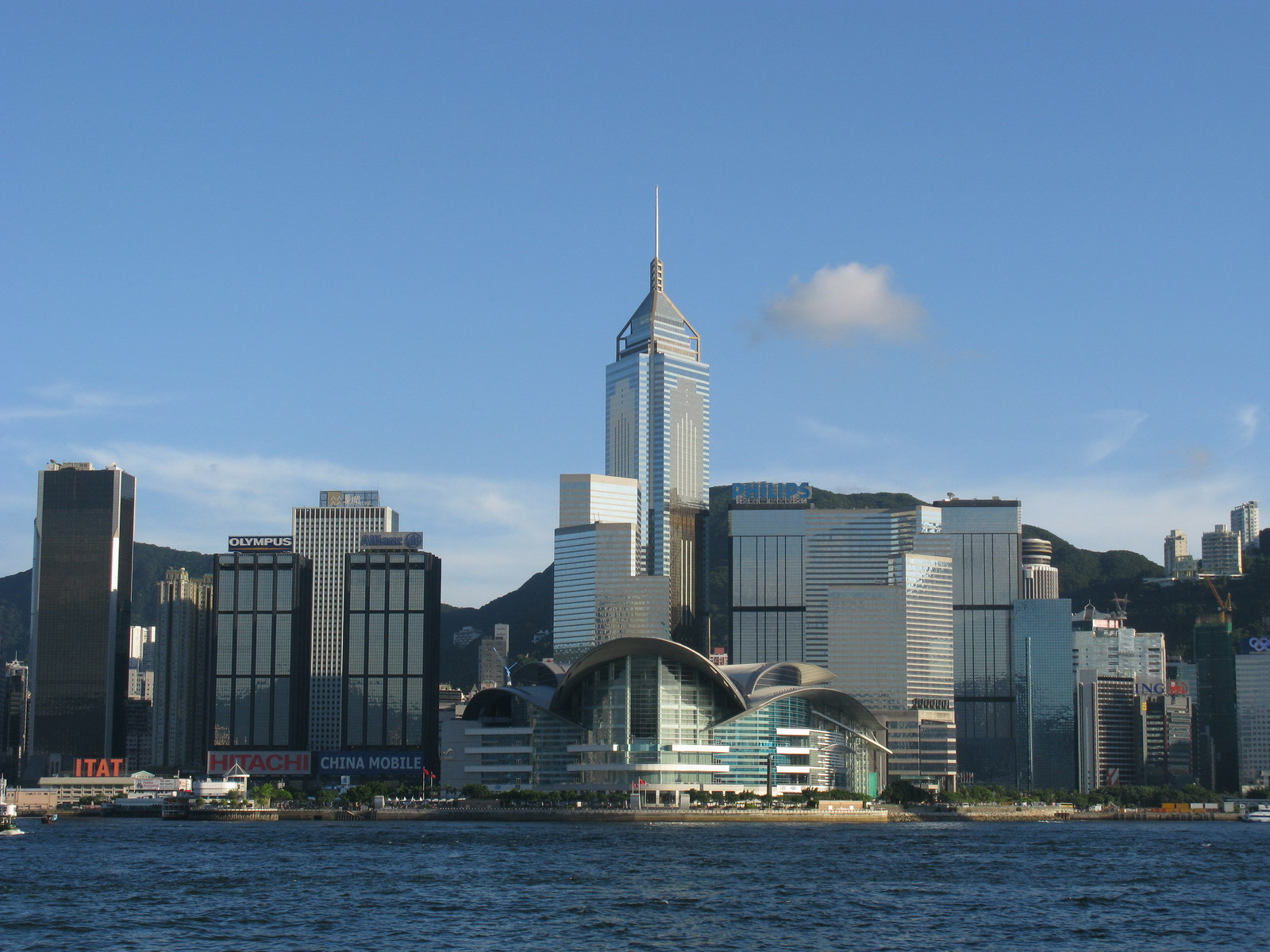
最前方的建築物是舉行香港回歸儀式的香港會議展覽中心，後方的尖頂高樓是香港在1990年代最高的建築物中環廣場。

1997年7月1日子夜，香港交接儀式在灣仔香港會議展覽中心舉行。英國國旗及香港旗降下，香港特別行政區區旗及中華人民共和國國旗昇起，標誌着香港由英國的殖民地管治，移交到中國的管治。
參加儀式的包括英國王儲查理斯王子殿下、英國首相貝理雅，中国国家主席江泽民、中国国务院总理李鹏，香港最後一位總督彭定康及首位特區行政長官董建華等。
儀式完結後，香港正式成為中華人民共和國的一個特別行政區。董建華成為首位行政長官，職位取代了香港總督彭定康。

### 主權移交之後
主權移交之後，香港最高等法律是《香港特別行政區基本法》。《基本法》是香港的憲制性文件，賦予並保證香港擁有高度自治權，居民享有行政、立法、司法權利。

## 經濟
1990年代的香港經濟發展處於轉型期，製造業因為香港的工資及地價攀升而加速外移，雖然香港政府及企業曾於1980年代後期提出發展高科技、高增值產業，但香港的高增值產業發展並不順利，一方面因為政府以積極不干預為由，沒有對新型產業提供足夠扶助，另一方面香港的房地產價格在1990年起節節上升，企業透過炒賣房地產賺取的利潤遠比投資實業來得豐厚，由於對高科技產業的投資不足，雖然香港與南韓、台灣及新加坡都在1980年代後期發展高科技產業，但香港在1990年代卻處於原地踏步，高科技產業發展逐漸落後於其他地區，失去產業轉型的先機。
1995年12月19日，香港年接待遊客首次達到1千萬人:474。
香港在1990年代初期到1997年的經濟仍然擴張，由於企業憧憬香港可作為投資中國大陸的跳板，中國的國企也以香港為走向國際的前哨，所以有境內外有不少公司都選擇在香港的股票市場上市，令香港的金融業繼續擴展，成為國際上主要的金融中心，但也有部分企業面對中國收回香港主權選擇將總部及上市地遷出香港，怡和洋行遷冊新加坡及匯豐銀行搬遷總部到倫敦的舉動，都曾經引起香港社會的關注。
香港經濟在主權移交後受到挑戰，由於香港的資產價格高企，銀行放款寬鬆，形成資產泡沫，不幸地經濟發展迅速的亞洲在1997年受到國際金融炒家的衝擊，在1998年更蔓延到香港，香港政府雖然成功維持港元的匯價，並在股票市場承接大量被拋售的股票擊退炒家，但銀根在短時間內大幅收緊，終令香港的資產泡沫爆破，經濟衰退並引發裁員潮，這情況更一直維持到2000年代初期。

### 亞洲金融風暴
香港恒生指數在主權移交時期波動頗大。1996年中，恒生指數約為10000點；到1997年8月7日達至16820.3點，創下歷史性新高。投機者認為大量熱錢會從中國大陸流入香港市場，以造成香港主權移交到中國時期市況繁華的景象。中資企業股以及和中國相關的股票均大幅攀升。
不過與此同時，外圍對沖基金也注意到了香港股市的情況。1997年7月，泰國政府決定讓泰銖價值自由浮動，引發成亞洲金融風暴。其後，新台幣、韓圓、印尼盾均大幅貶值。亞洲大部分股市都受到襲擊，然而香港的投資者卻不認為香港市場也會遇到同樣的問題。
外圍對沖基金看中港元聯繫匯率的弱點，將香港定為下一個目標。1997年10月，對沖基金突然大量移走香港大量資金，讓銀行同業拆息大幅飆升。股票市場對利息波動十分敏感，恒生指數從10月20日報13473點，下挫到10月23日的10426點，一週內共下跌2413點。1997年10月23日最低曾一度報9766點，被視為黑色星期五。
1998年8月13日，恒生指數下挫到6544點，一年間下跌了62%。為了挽救香港股市，香港政府決定從外匯基金注入1200億元，購入藍籌股以刺激恒生指數上昇。政府這次行動讓恒生指數在約兩週內回復到8000點水平，翌年雖然再穩步上昇，但升幅受制於香港經濟衰退。

### 科技股泡沫
1999年中期，香港股市再次經歷了波動。香港首富李嘉誠的兒子李澤楷將其企業電訊盈科通過借殼上市。當時，電訊業、互聯網企業等科技類股價都在攀升中。舊式企業和新式企業流行合併，如AOL與華納的合併。這股科網股熱潮也在香港登陸。例如，盈科數碼動力（當時股份代號：1186）股價就從數毛錢港幣，攀升到2000年2月14日宣布與香港電訊合併時的28.50歷史性高峰。
不過，科網股泡沫在2000年初爆破，合併後的電訊盈科翌年急挫98%。電訊盈科成為巨額負資產，數年間負債港幣800億元。電訊盈科後來不得不出售旗下核心業務來舒緩財政困難，如手提電話服務CSL就由澳洲電訊公司Telstra承購。

### 香港機場核心計劃

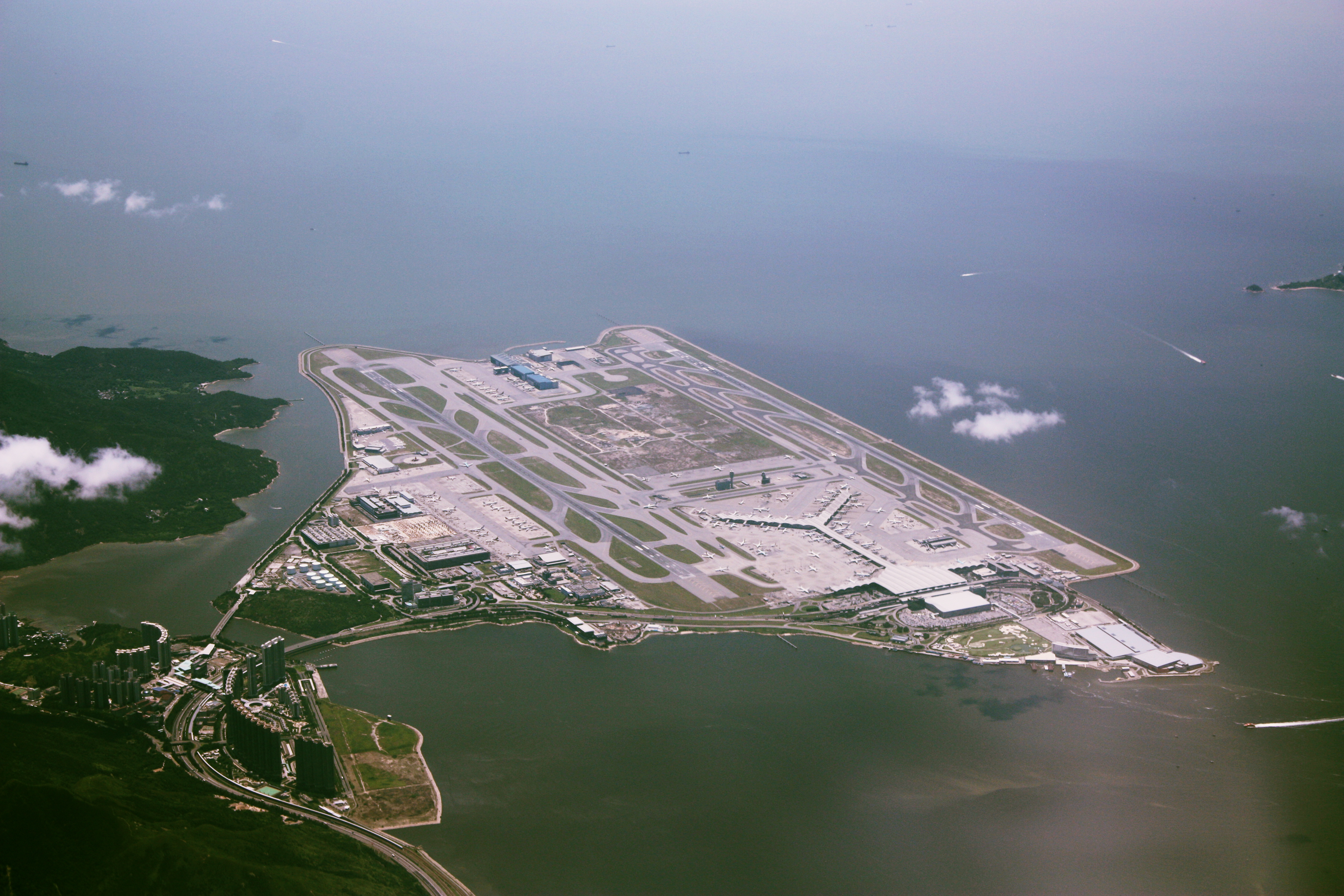
赤鱲角機場為10項香港機場核心計劃中最重要部份，耗資達702億港元（佔核心計劃的40%）

在1989年，香港政府因應啟德機場的容量於已經接近飽和，搬遷已經刻不容緩；而面對機場接近民居、無法24小時運作、擴建困難等問題。1989年，香港因北京發生六四事件而引起信心危機。當時的港督衛奕信隨即在10月11日宣讀的施政報告中，宣佈興建新機場及相關配套設施，即後來的香港機場核心計劃，藉此穩定香港市民信心。此舉避免香港經濟受六四事件及移民潮所影響，拖慢經濟發展步伐，又能夠解決啟德機場的不足，一舉兩得。
香港機場核心計劃，主要是為興建位於大嶼山赤鱲角的香港國際機場和其配套的基建設施，把香港的空運事業能夠持續發展，避免被其他國家或地區追上（如新加坡、南韓及台灣），並繼續鞏固作為航運交通樞紐的地位。而新機場後來也在1998年7月6日正式啟用，成為當年全球最大的機場之一。
而中國政府當年因為整個工程預算耗資超過2,000億港元，認為機場核心工程計劃的造價高昂，將影響未來香港特區政府的財政儲備而表達強烈不滿，要求香港政府減少預算，令當局多次修改計劃（包括將青馬大橋主塔之間的距離縮短），以求降低成本，才能令中英雙方政府就興建新機場問題於1991年達成諒解並開始動工。此基建成功穩定香港人的民心，也為香港在1990年代的經濟增長及進入21世紀後保持國際空運中心的地位功不可沒。

#### 機場核心工程計劃項目啟用
- 西九龍公路於1997年2月22日啟用。
- 西區海底隧道於1997年4月30日啟用。

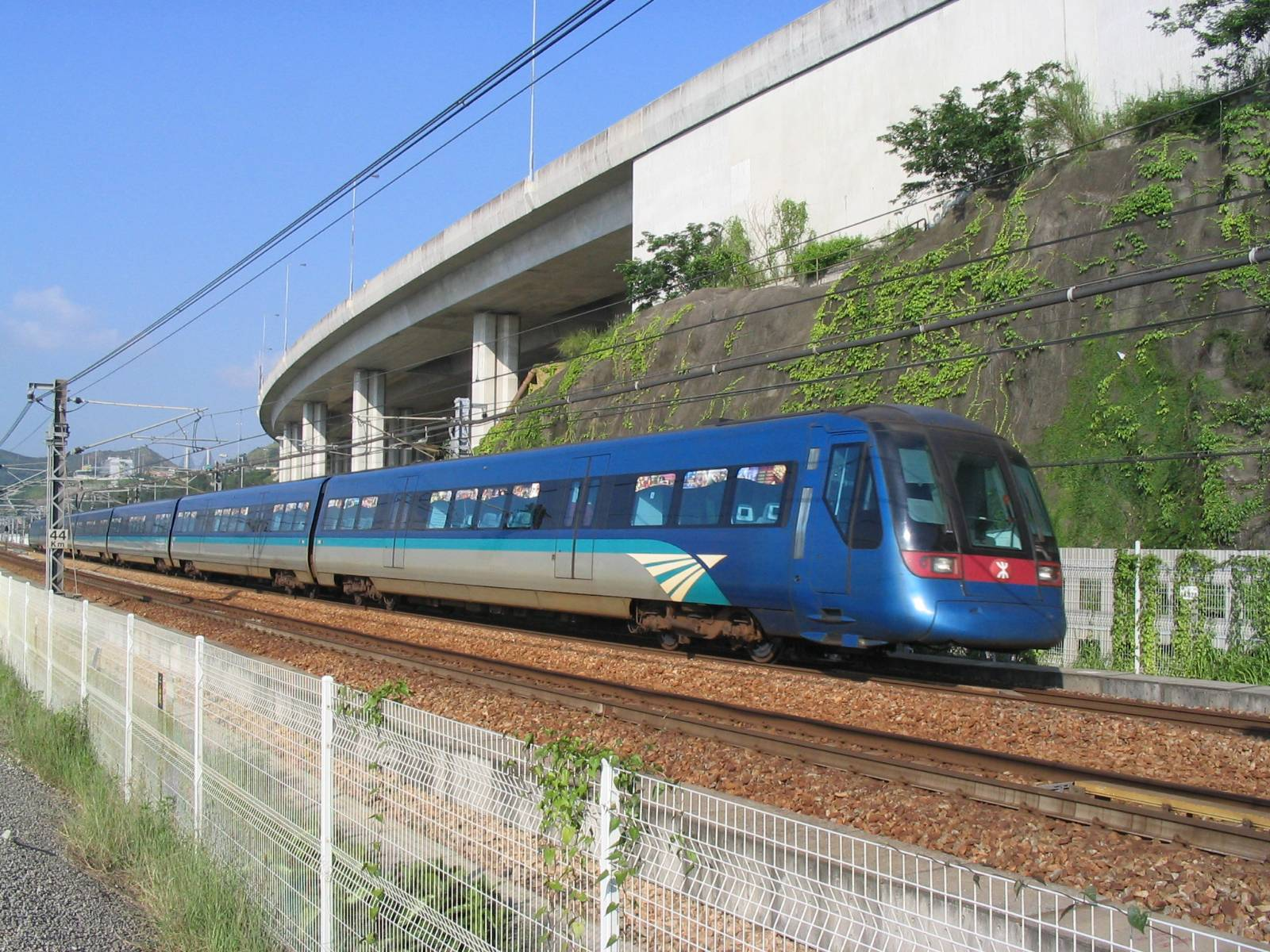
來往赤鱲角機場及香港島中環的機場快綫列車

- 青馬大橋、汲水門大橋、長青隧道、青嶼幹線及北大嶼山公路於1997年5月22日啟用。
- 東涌綫於1998年6月22日通車。
- 赤鱲角機場及機場快綫於1998年7月6日啟用。

## 移民
1989年六四事件的發生，造成不少香港居民對即將接手的中國共產黨政權感到憂慮，引起香港移民潮。根據聯合國科教文組織1997年發表關於香港人口轉移的報告，1990年計有62,000名香港居民移民外國，即當時總人口1%。1992年則有66,000人；1993年53,000人，1994年62,000人。其中不少香港人透過居英權計劃移民往英國，也有移民到澳洲、加拿大、美國的家庭。
移民的不單止是普通居民，也包括不少城內富豪大亨。當中，怡和集團率先宣佈從香港撤資，改以新加坡為集團第一上市地區。之後，匯豐集團亦宣布在倫敦成立匯豐控股，並對匯豐集團進行全面收購，變相遷冊倫敦。此外，香港的娛樂界鉅子邵逸夫家族亦把資產移往加拿大。
同時間也有眾多移居至香港的人口，主要原因歸納如下：
- 中國大陸移民：香港政府允許從中國大陸合法移居至香港的人數，由1994年每日75至105名，逐步增加到1995年的每日150名。當局希望逐步增加每日配額，有助避免主權移交後大量人口湧入香港。但另一方面，由於香港對來自中國大陸的移民並沒有審批權，內地不少省市的公安部門都設法透過這個漏洞獲利。其中，有不少國內原公安單位利用這個機會移民到香港，並以商人的身份掩飾，待取得香港的永久居留權後再回到內地，並借助雙重身份之便而在香港非法執勤。
- 外地專才：指持有工作簽證移居至香港的人，這類人移居香港並沒有配額。
- 外籍家庭傭工：外籍家庭傭工數字穩步上揚。1987年前人數只有每年9,000名；1992年升至28,000名；1993年升至32,000名。主要來自菲律賓，也有不少來自印尼和泰國。
- 輸港勞動人口：1980年代末，香港同時面臨出生率急劇下降、人口老化和經濟發展等狀況，社會勞動人口短缺。港府於是開始實行勞動人口輸入政策，允許僱主申請輸入各行業的技術人員、操作人員等。1994年共填補了11,000個職位。
- 非法入境者：1994年計有35,000名中國大陸非法入境者被拘捕並遞解出境。數字從1993年的44,000名出現了下降。
- 移民回流者：據官方估計，獲得外國護照或居留權後回流香港的人數佔約12%。

## 社會秩序
香港的治安在進入1990年代後多次受到持械劫匪的挑戰，這些劫匪大部分原籍中國大陸，並偷運大火力武器到香港犯案，再將搶劫得來的贓物運回中國大陸，劫匪的跨境犯案令香港警方難以追緝。1991年7月在啟德機場附近發生解款車持械行劫案，三名劫匪劫去相當於1.7億港元的的美金和港幣鈔票，其中一名疑犯張子強雖然被捕及被判監18年，但後來以證據不足及供詞矛盾成功上訴改判無罪獲釋。
1991年6月9日，觀塘物華街發生連環金行劫案。懷疑以葉繼歡為首的5名兇悍匪徒，分持四支56式自動步槍及多把五四式手槍，身穿避彈衣打劫五家珠寶金行，期間與到場的警員爆發槍戰，雙方開火達40槍，劫匪成功搶去總值1,000萬元的金飾逃逸。1993年1月6日中午，位於彌敦道的謝瑞麟金行被持械劫匪劫去市值逾300萬元的金飾，劫匪逃走期間與警察駁火12槍，一名女途人被流彈擊斃。3日後，八名劫匪打劫大埔道兩間金行，劫匪除持有多把手槍外，更配備兩支56式自動步槍，劫匪在逃走時與追截的警員發生槍戰，並曾經挾持人質及向救護車開槍，開火達60槍，導致3人受傷，劫匪成功搶走700多萬元的金飾，警方事後懷疑這兩宗金行劫案和逃犯葉繼歡有關。
1994年4月27日，涉三名匪徒持槍及手榴彈打劫位於銅鑼灣伊利沙伯大廈的德信表行，掠走價值達650萬港元的鐘表。同年5月18日，再有三名匪徒持兩支槍械和一枚手榴彈打劫位於中環太古大廈的金輪表行，掠走價值1,000萬港元的金飾及鐘表，逃走至地鐵中環站時與警員槍戰，期間一名23歲女途人被被流彈擊斃，另有6人受傷，事後警方懷疑兩宗劫案的主犯是季炳雄。
張子強在1995年獲釋後，在1996年5月23日策動綁架案，香港首富李嘉誠的長子李澤鉅乘坐豪華房車返回壽臣山道寓所途中，被持有自動步槍及手槍的張子強與同黨駕車攔截，李澤鉅被拖出車外再被挾持登上賊車，期間綁匪曾向李澤鉅的座駕開兩槍警告，綁匪其後命令司機將座駕駛回李家大宅通報李澤鉅被綁架的消息，李嘉誠在得知兒子被綁架後沒有報警，向綁匪支付10.38億港元，交換兒子獲釋。一年後的9月29日，張子強與一眾黨羽在深水灣道豪宅門外綁架香港新鴻基地產主席郭炳湘，郭家於10月3日支付6億港元贖金換取郭炳湘獲釋。
到1990年代後期，隨著中港兩地加強合作打擊跨境罪案，葉繼歡於1996年5月偷渡回香港時中槍被捕，張子強更於1998年12月在廣州市被判死刑及槍決，這類持大火力彈械的劫案亦大幅減少。
1996年9月26日，保釣人士陳毓祥在前往釣魚台列島抗議的航程中溺水身亡:474。

## 教育
香港自1978年在小學及初中實施九年免費教育，又於1980年代末期擴充高中學額後，到1990年代初期大部分學生都可升讀高中，再於中學五年級參加香港中學會考，爭取中六及中七的預科學額，在完成中七課程後參加香港高級程度會考決定能否升讀大學及可選擇的學科。香港的中學在1980年代並不是每所都設有預科課程，但隨著高中學位普及，預科擴展到大部分中學都有開辦。原本計劃考入香港大學的考生需要參加香港高級程度會考，要考入香港中文大學的考生則參加香港高等程度會考，但由於兩個考試並不相同，所以於1990年設立大學聯合招生辦法並統一以香港高級程度會考為取錄標準，香港高等程度會考停辦。
預科學額擴充後，香港社會普遍期望政府能夠增加大學學位，令更多學生可升讀大學及接受高等教育，為回應社會訴求，香港政府於1989年決定擴充大學一年級學位至一萬四千五百個，所以香港的專上教育在1990年代有較快的發展。以推動科研為主的香港科技大學於1991年成立，成為香港第三所大學。為加快專上教育的發展進度，香港政府於1991年研議將符合頒授學位資格的學院升格為大學，香港理工學院、香港城市理工學院及香港浸會學院於1993年7月取得自行評審資格後，政府於1994年批准升格為香港理工大學、香港城市大學及香港浸會大學，成為香港擴充大學學位的里程碑。香港公開進修學院於1996年獲政府授予自行評審資格後，於1997年2月升格為香港公開大學。嶺南學院於1998年12月完成評審及改組後，政府於1999年7月批准升格為嶺南大學。
香港在1990年代的十年間成立及升格六所大學，高等教育開始由精英化漸漸趨向普及化。理工學院、城市理工學院及浸會學院於1990年代初期升格為大學的步伐，亦影響到為準教員提供職業訓練的五所師範學院，由於在大學修畢教育學位都可在學校任教，相較之下師範學院的教師職訓課程只屬文憑學歷，當理工學院、城市理工學院及浸會學院升格大學的計劃在1990年具體化後，成績較理想的學生都爭取考入大學升讀學位，導致五所師範學院的新生入學成績下滑至香港中學會考合格的最低要求，為舒緩師範學院收生質素下降及資源重疊等問題，五所師範學院於1994年被合併為香港教育學院，至1998年准予其開辦學位課程。為配合香港理工學院和城市理工學院升格大學，政府於1993年安排職業訓練局在柴灣及青衣成立香港科技學院接辦原於兩間理工學院所提供的高級證書及高級文憑課程，職訓局更於1999年將七所工業學院及兩所科技學院合併為香港專業教育學院，高級文憑課程亦由兩所科技學院擴展至專業教育學院的九所分校。

## 醫療
1991年2月，香港首宗骨髓移植在威爾斯親王醫院成功完成，接受移植的病人是一名14歲女童。
1991年，瑪麗醫院成功完成香港首宗肝臟移植手術。
1992年，香港首例心臟移植手術在葛量洪醫院成功完成。香港首例心肺移植手術也於1995年在葛量洪醫院成功進行。
1993年10月，東區尤德夫人那打素醫院啟用。

## 娛樂
1991年至1998年期間左右，四位香港男歌手穩佔香港音樂市場。張學友、劉德華、黎明和郭富城被冠以四大天王的美譽。張學友和黎明在事業發展初段主要以翻唱日本流行曲為主；到1990年代中期，市場渴望香港原創作品。1995年3月21日，香港商業電台叱吒903更一度宣布只會播放本地編寫的音樂，以鼓勵本地音樂家創作。
1990年代，香港流行音樂及電視文化進一步引入台灣及中國大陸材料。例如王菲生於北京，到港後開始以廣東話演唱，期後隨着事業發展開始以普通話及粵語演唱。另外，《還珠格格》電視劇於大陆拍攝，主角是來自中國大陸的趙薇，1999年在香港的亞洲電視本港台播出時廣受歡迎，同年9月，無綫電視以電波少女硬擊亞洲小姐。
香港電影業在1990年代發生了不少變化。其中以周星馳電影作品為代表的無厘頭文化，成為1990年代早期香港電影的標誌。有評論指這些作品有助舒緩香港社會當時面對主權移交所感到的焦慮。

## 外部連結
- 香港旅遊發展局
- 香港人移民英國（页面存档备份，存于）
- Migration Issues in the Asia Pacific（页面存档备份，存于）
- Hong Kong's current issues
- Beijing handles Hong Kong's politics
- Foreign investment in Hong Kong